# Florin Croitoru
Florin Ionuț Croitoru (ur. 25 sierpnia 1993 w Bukareszcie) – rumuński sztangista, medalista mistrzostw Europy.
Podczas mistrzostw Europy w Tel Awiwie (2014) zdobył złoty medal w dwuboju w kategorii do 56 kg osiągając 259 kg. Na mistrzostwach Europy w Kazaiu (2011) zajął 3. miejsce – w kategorii wagowej do 56 kg osiągnął 256 kg w dwuboju.
Podczas igrzysk olimpijskich młodzieży w 2010 roku był piąty w kategorii poniżej 56 kilogramów z wynikiem 225 kg w dwuboju.
W 2012 roku wystartował na igrzyskach olimpijskich w Londynie, kończąc rywalizację w wadze koguciej na ósmej pozycji. W 2019 roku wynik Croitoru z Londynu został anulowany po wykryciu dopingu w jego organizmie.